# Cerveza de barril

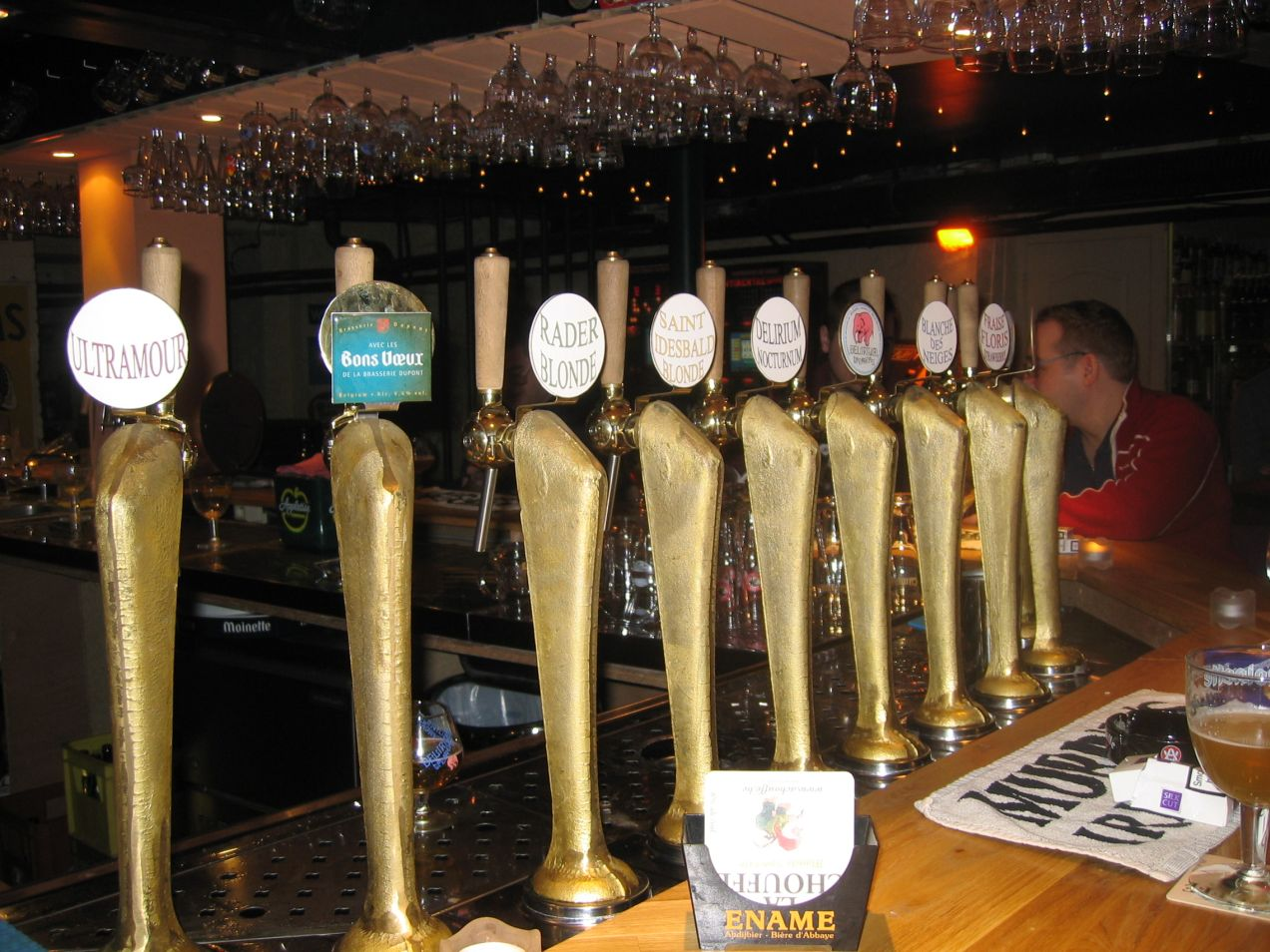
Fuentes de cerveza de barril en el Delirium Café en Bruselas

La cerveza de barril o cerveza tirada es la que se sirve de un barril o un barril de cerveza en lugar de una botella o una lata.La cerveza de barril servida de un barril a presión también se conoce como cerveza de tonel.

## Nombre
Hasta que Joseph Bramah patentó el motor cervecero en 1785, la cerveza se servía directamente del barril y se llevaba hasta el cliente. El inglés antiguo dragan ("llevar; tirar") dio lugar a una serie de palabras relacionadas, como drag, draw y draught. En la época en que se popularizaron los surtidores de cerveza de Bramah, el uso del término draught para referirse al acto de servir o beber cerveza estaba bien establecido y se trasladó fácilmente a la cerveza servida a través de los surtidores manuales. Con el tiempo, la palabra quedó restringida a este tipo de cerveza. En la actualidad, la grafía habitual es "draught" en el Reino Unido, Irlanda, Australia y Nueva Zelanda, y más comúnmente "draft" en Norteamérica, aunque puede escribirse de ambas maneras. Independientemente de la grafía, la palabra se pronuncia /drɑːft/ o /ddæft/según la región de la que proceda el hablante.
La cerveza de barril en lata es la que se sirve de un recipiente a presión provisto de un widget. Smooth flow (también conocida como cream flow, nitrokeg o smooth) es el nombre que dan los cerveceros a las cervezas de barril presurizadas con una mezcla parcial de gas nitrógeno.

## Historia
En 1691, un artículo del London Gazette mencionaba a John Lofting, titular de una patente para un motor de combustión: "El citado titular ha proyectado también un motor muy útil para el arranque de cerveza y otros licores que extrae de 20 a 30 barriles por hora, completamente fijados con juntas y tornillos de latón a precios razonables".
A principios del siglo XX, la cerveza de barril empezó a servirse en recipientes presurizados. La carbonatación artificial se introdujo en el Reino Unido en 1936, con la cerveza pasteurizada experimental Red Barrel de Watney. Aunque este método de servir cerveza no se impuso en el Reino Unido hasta finales de la década de 1950, sí se convirtió en el método preferido en el resto de Europa, donde se conoce por términos como en pression. El método de servir cerveza carbonatada se extendió posteriormente al resto del mundo; a principios de los años 70, el término "cerveza de barril" se refería casi exclusivamente a la cerveza servida a presión, en contraposición a la cerveza tradicional de barril o tonel.
En Gran Bretaña, la Campaign for Real Ale (CAMRA) se fundó en 1971 para proteger la cerveza sin presión y los métodos de elaboración tradicionales. El grupo ideó el término real ale para diferenciar la cerveza servida de barril de la servida a presión. Desde entonces, el término real ale se ha ampliado para incluir la cerveza embotellada.

## Cerveza de tonel

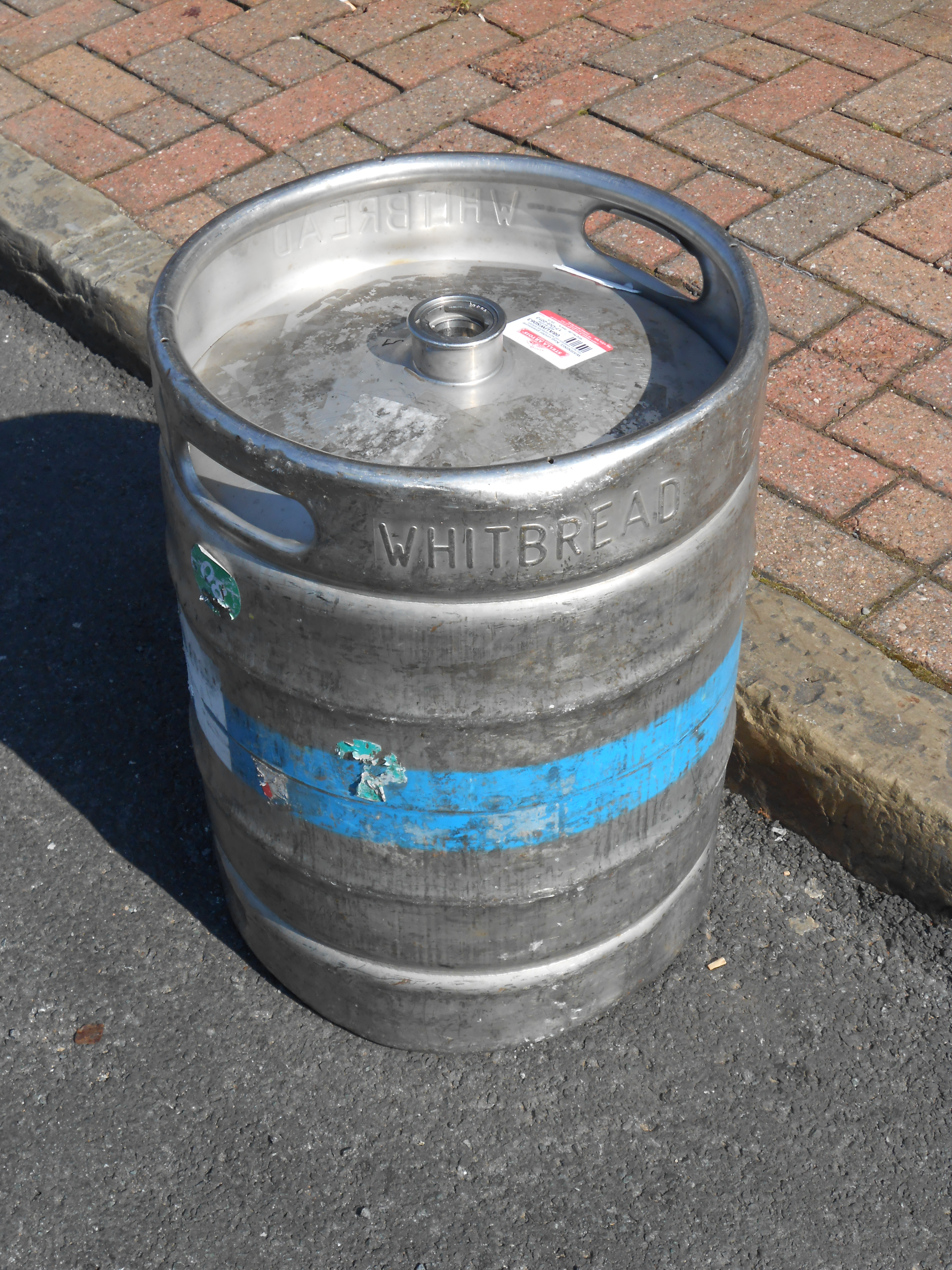
Un tonel típico de con una sola abertura en el centro del extremo superior

La cerveza de tonel suele filtrarse y/o pasteurizarse, dos procesos que inactivan la levadura.
En el lenguaje cervecero, un tonel es diferente de un barril. Un barril tiene un orificio para el grifo cerca del borde de la parte superior y un orificio en el lateral que se utiliza para acondicionar la cerveza sin filtrar ni pasteurizar. Un tonel tiene una única abertura en el centro de la parte superior a la que se conecta un tubo de flujo. Tras la fermentación, los toneles se presurizan artificialmente con dióxido de carbono o una mezcla de dióxido de carbono y nitrógeno o, sobre todo en la República Checa, únicamente con aire comprimido.
El término tonel se ha convertido en un término de desprecio utilizado por algunos, sobre todo en el Reino Unido, desde la década de 1960, cuando las cervezas de barril pasteurizadas empezaron a sustituir a las cervezas de barril tradicionales.
La cerveza de tonel fue sustituyendo a la cerveza de barril tradicional en todas las partes del Reino Unido, principalmente porque su manipulación requiere menos cuidado. Desde 1971, CAMRA ha llevado a cabo una campaña de consumidores en nombre de quienes prefieren la cerveza de barril tradicional. CAMRA ha presionado al Parlamento Británico para garantizar el apoyo a la cerveza de barril y han surgido microcervecerías para servir a los consumidores que prefieren la cerveza de barril tradicional.
El CO2 presurizado en el espacio de cabeza del tonel mantiene la carbonatación de la cerveza. La presión del CO2 varía en función de la cantidad de CO2 ya presente en la cerveza y de la temperatura de almacenamiento del tonel. En ocasiones, el CO2 se mezcla con nitrógeno. Las mezclas de CO2 y nitrógeno se utilizan para permitir una mayor presión de funcionamiento en sistemas de dispensación complejos.
El nitrógeno se utiliza a alta presión cuando se dispensan cervezas stout secas (como la Guinness) y otras cervezas cremosas porque desplaza al CO2 para formar (artificialmente) una espuma densa y un sabor menos carbonatado. Esto hace que la cerveza se sienta suave en el paladar y le da un aspecto espumoso. El gas premezclado embotellado para cervezas cremosas suele tener un 75% de nitrógeno y un 25% de CO2. Este gas premezclado, que sólo funciona bien con cervezas cremosas, suele denominarse gas Guinness, beer gas o Aligal (una marca de Air Liquide). El uso de "beer gas" con otros estilos de cerveza puede hacer que el último 5% a 10% de la cerveza de cada barril tenga un sabor muy plano y sin vida. En el Reino Unido, el término cerveza de tonel implica que la cerveza está pasteurizada, a diferencia de la cerveza de barril sin pasteurizar. Algunas de las microcervecerías más nuevas pueden ofrecer una cerveza negra de nitro, filtrada pero no pasteurizada.

## Temperatura de conservación y servicio
La cerveza de barril debe almacenarse y servirse a una temperatura de bodega de 12 °C (54 °F). Una vez abierto el barril, debe consumirse en un plazo de tres días. La cerveza de barril se enfría adicionalmente justo antes de servirse, ya sea mediante enfriadores rápidos o un enfriador remoto en la bodega. La cerveza se enfría a temperaturas de entre 3 y 8 °C (37 y 46 °F).

## Enlatados y embotellados "de barril"
Las palabras "draft " y "draught" se han utilizado como términos de marketing para describir cervezas enlatadas o embotelladas, dando a entender que saben y parecen cervezas de barril o de tonel. Las cerveceras comerciales lo utilizan como herramienta de marketing, aunque es incorrecto llamar "de barril" a cualquier cerveza que no haya sido extraída de un barril o tonel. Dos ejemplos son Miller Genuine Draft, una cerveza rubia pálida que se produce utilizando un sistema de filtrado en frío, y Guinness stout en latas y botellas patentadas "draught-flow". Guinness es un ejemplo de cervezas que utilizan un widget de nitrógeno para crear una cerveza suave con una densa espuma. Guinness ha sustituido recientemente el sistema widget de su cerveza embotellada "de barril" por un revestimiento de fibras de celulosa en el interior de la botella. Las declaraciones indican un nuevo desarrollo en la tecnología de embotellado que permite que la mezcla de nitrógeno y dióxido de carbono esté presente en la cerveza sin necesidad de utilizar un widget, haciéndola según Guinness "más bebible" desde la botella.
En los países del este asiático, como China y Japón, el término "cerveza de barril" (chino: 生啤酒; japonés: 生ビール) aplicado a la cerveza enlatada o embotellada indica que la cerveza no está pasteurizada (aunque puede estar filtrada), lo que le da un sabor más fresco pero una vida útil más corta que las cervezas envasadas convencionales.